# Пьетро Перуджино
Пье́тро Перуджи́но, Пьетро ди Кристофо́ро Ванну́ччи, Пьетро де́лла Пье́ве (итал. Pietro Perugino, Pietro di Cristoforo Vannucci, Pietro della Pieve; 1446, Читта-делла-Пьеве — 1524, Перуджа) — живописец итальянского Возрождения, представитель умбрийской школы, учитель Рафаэля Санти. Прозвание «Пьетро Перуджийский» (реже: «делла Пьеве») получил по месту своего рождения. Не путать с другим художником: Антонио Франческо Перуццини, также прозванным «Перуджино».

## Биография
Пьетро Ваннуччи родился в местечке Читта-делла-Пьеве в 35 км от Перуджи (Умбрия), в семье Кристофоро Марии Ваннуччи. Историки искусства продолжают оспаривать социально-экономический статус семьи Ваннуччи. Одни утверждают, что Ваннуччи выбрался из бедности, другие считают, что его семья была одной из самых богатых в городе. Точная дата рождения художника неизвестна, но на основании его возраста на момент смерти, упомянутого Джорджо Вазари, считается, что он родился между 1446 и 1452 годами.
Пьетро, скорее всего, начал изучать живопись в местных мастерских в Перудже, таких как мастерские Бартоломео Капорали или Фьоренцо ди Лоренцо. В 1470 году он приехал во Флоренцию и, по словам Вазари, стал учеником в мастерской Андреа Верроккьо вместе с Леонардо да Винчи, Доменико Гирландайо, Лоренцо ди Креди, Филиппино Липпи и другими. Считается, что Пьеро делла Франческа научил его перспективным построениям. В 1472 году Перуджино, по-видимому, завершил свое ученичество, поскольку был зачислен в качестве мастера в «Братство живописцев Святого Луки» (Compagnia di S. Luca).
В 1481 году, будучи уже известным мастером, в числе лучших художников Италии: (Сандро Боттичелли, Доменико Гирландайо, Козимо Росселли, Луки Синьорелли и других) Перуджино был приглашён папой Сикстом IV в Рим для участия в росписи Сикстинской капеллы в Ватикане. Перуджино сопровождал в Рим его помощник Пинтуриккьо. Перуджино с помощью Пинтуриккьо написал композиции «Крещение Христа», «Вручение ключей апостолу Петру», «Обрезание сына Моисея Елиазара». Фрески «Рождение Христа» и «Нахождение Моисея», расположенные на алтарной стене, были позднее сбиты, чтобы освободить место для композиции «Страшный суд» Микеланджело.
Между 1486 и 1499 годами Перуджино работал в основном во Флоренции, совершив одно путешествие в Рим и несколько в Перуджу, где у него, возможно, была вторая мастерская. Перуджино получал большое количество заказов. Его «Пьета» (1483—1493, ныне в галерее Уффици — нехарактерно резкое произведение, в котором отсутствует привычная сентиментальная набожность, свойственная Перуджино. Согласно Вазари, Перуджино должен был вернуться во Флоренцию в сентябре 1493 года, чтобы жениться на Кьяре, дочери архитектора Луки Фанчелли. В том же году Перуджино снова сделал Флоренцию своим постоянным домом, хотя продолжал соглашаться на работу в других местах.
В 1480—1490-х годах Перуджино был одним из самых прославленных художников Италии. В 1491 году он принял участие в работе комиссии по рассмотрению проектов украшения фасада собора Санта Мария дель Фьоре во Флоренции, в 1504 году входил в комиссию художников, которой было поручено выбрать место для установки статуи Давида, произведения Микеланджело Буонарроти. В 1501 году Перуджино стал одним из приоров Перуджи.
Однако после ряда неудач Перуджино потерял своих учеников; в 1506 году он окончательно покинул Флоренцию, отправившись в Перуджу, а оттуда через год или два в Рим. Папа Юлий II призвал Перуджино, чтобы поручить ему фрески в «Станце Пожара в Борго» в Ватиканском дворце; но вскоре предпочел более молодого Рафаэля, оказавшегося не только учеником, но и главным соперником Перуджино.
В 1512 году Перуджино удалился из Рима в Перуджу. Среди его последних работ одна из лучших, как считали современники, — запрестольный образ (написанный между 1512 и 1517 годами) для церкви Сант-Агостино в Перудже, позднее утраченный. Художник скончался во время эпидемии чумы в Перудже в 1524 году. Как и другие жертвы чумы, его поспешно похоронили на неосвященном поле, точное место захоронения неизвестно. Перуджино умер со значительным имуществом, оставив трёх сыновей.
После смерти в 1520 году Рафаэля его учитель завершил не законченные великим учеником фрески в церкви Перуджи. Кроме Рафаэля, в боттеге (мастерской) Перуджино получили образование многие художники, из которых самыми значительными после «божественного урбинца» (Рафаэля) были: Джованни ди Пьетро, прозванный Ло Спанья, Джанникола ди Паоло, Эусебио да Сан-Джорджо, Джерино да Пистойя, Франческо Меланцио да Монтефалько, Джанниколо ди Паоло Нанни. Прозвание «Перуджино» носили и другие художники из Перуджи: Антонио Франческо Перуццини, Джованни Доменико (живописец) и Джованни Черрини (архитектор) и другие. Подражателем Перуджино был живописец Томмазо де Алени.

## Творчество
Пьетро Перуджино одним из первых вместе с молодыми флорентийскими художниками осваивал заимствованную у фламандцев технику масляной живописи, которая ещё была неизвестна в Умбрии. «Простота, композиционная ясность его задумчивых Мадонн на фоне такого же ясного умбрийского пейзажа» (она была заимствована у Перуджино Рафаэлем) предваряют классицизм Высокого Возрождения в Италии. Стиль Перуджино это «полное спокойствие, тихие линии, благородная архитектура с широким видом вдаль… Картины Перуджино несут в себе особую мелодичность, такую притягательную накануне классического искусства. Рассматривая картины Рафаэля, становится ясно, насколько этот художник», по определению Г. Вёльфлина, «облегчил путь Рафаэлю». Следует добавить, что именно Перуджино нашёл тот идеализированный, нежный и трогательный лик Мадонны, который затем до бесконечности варьировал Рафаэль.
Лучшими произведениями Перуджино считаются созданные до 1500 года. Среди них выделяется стройностью и ясностью композиции фреска «Вручение ключей апостолу Петру» в Сикстинской капелле (ок. 1482) и алтарный образ «Оплакивание Христа» (1495, Галерея Питти, Флоренция).
Владелец двух активно действующих мастерских, во Флоренции и Перудже, Пьетро Перуджино в течение нескольких десятилетий был самым известным и самым влиятельным итальянским художником, настолько, что Агостино Киджи назвал его «лучшим учителем в Италии». Перуджино, по словам М. Дворжака объединил «монументальность Пьеро делла Франческа с натурализмом и линейностью Андреа дель Верроккьо», «профильтровав их через нежные способы умбрийской живописи». Относительно поздние произведения Перуджино восьмидесятых и девяностых годов можно, также по утверждению Дворжака, «рассматривать как решающий поворот к новому идеализму; они знаменуют собой прелюдию к стилю мастеров чинквеченто». Однако Перуджино не пошёл дальше. Он создал огромное количество несколько однообразных «Мадонн со святыми» и «шаблонно повторял то, что принесло ему успех в юности», он перестал участвовать в «движениях своего времени» и под конец стал «безликим фабрикантом картин, умеющим извлечь выгоду из того художественного веления эпохи, для которого он в своё время нашёл частичное решение».
Благосклоннее в оценках наследия Перуджино оказался А. Н. Бенуа: «Действительно, заваленный заказами и умелый в делах мастер не всегда с одинаковым вниманием относился к своему творчеству, но это ещё не значит, чтоб самые образы его, такие умилительные и торжественные… были лишь каким-то „живописным ханжеством“… Стоит взглянуть на лики Перуджиновых святых… на их подлинную умилённость и благочестие, чтобы убедиться, какое светлое ясновидение, какое неземное вдохновение пропитывали творчество мастера. Разумеется, рядом со святыми Беато Анжелико — святые Перуджино уже „позируют“, в них уже есть элемент какого-то „театрального пафоса“, но они же, поставленные рядом со святыми Андреа дель Сарто, фра Бартоломео или самого Рафаэля, должны казаться исполненными самого трепетного экстаза. Это неземные существа, благоухающие райские цветы, посаженные на греховную землю и томительно, безутешно тянущиеся к далёкой благодати».

## Галерея

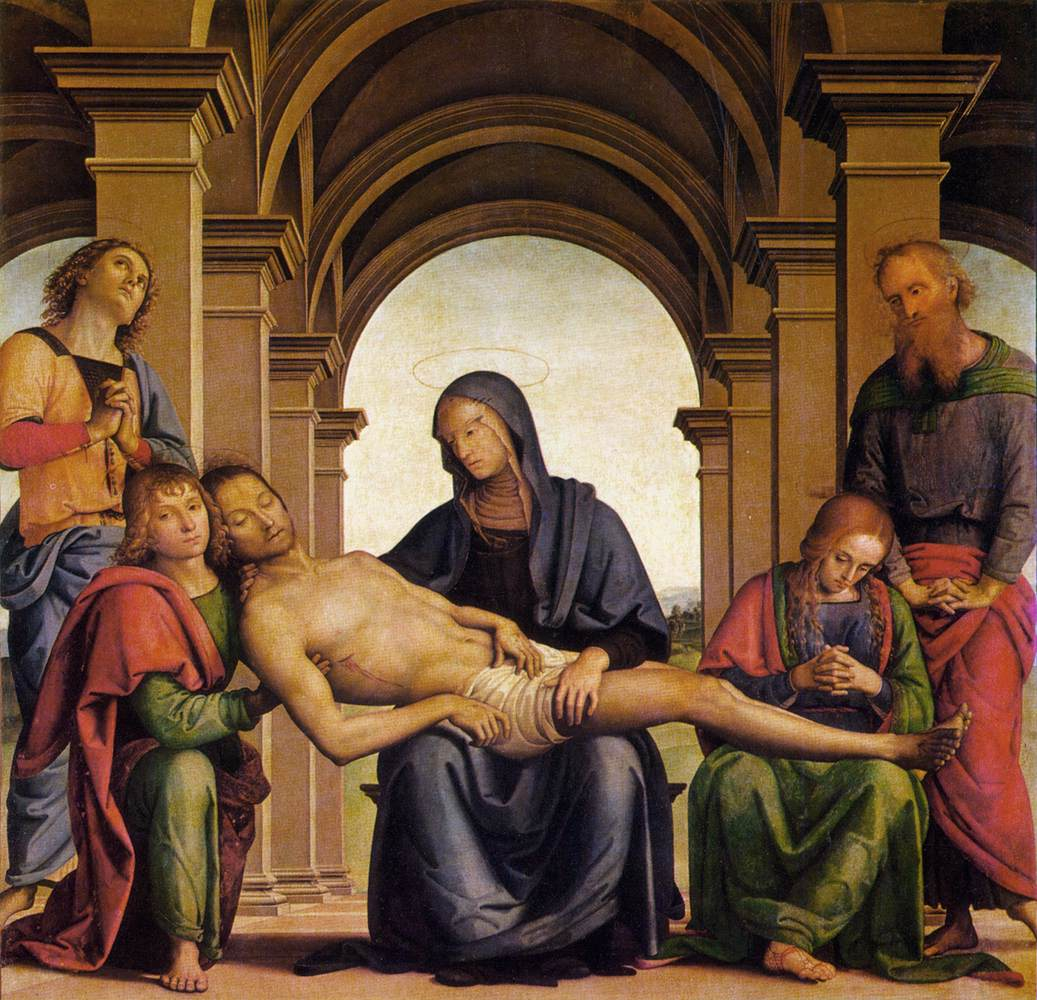
Пьета. 1494—1495. Дерево, масло. Уффици, Флоренция
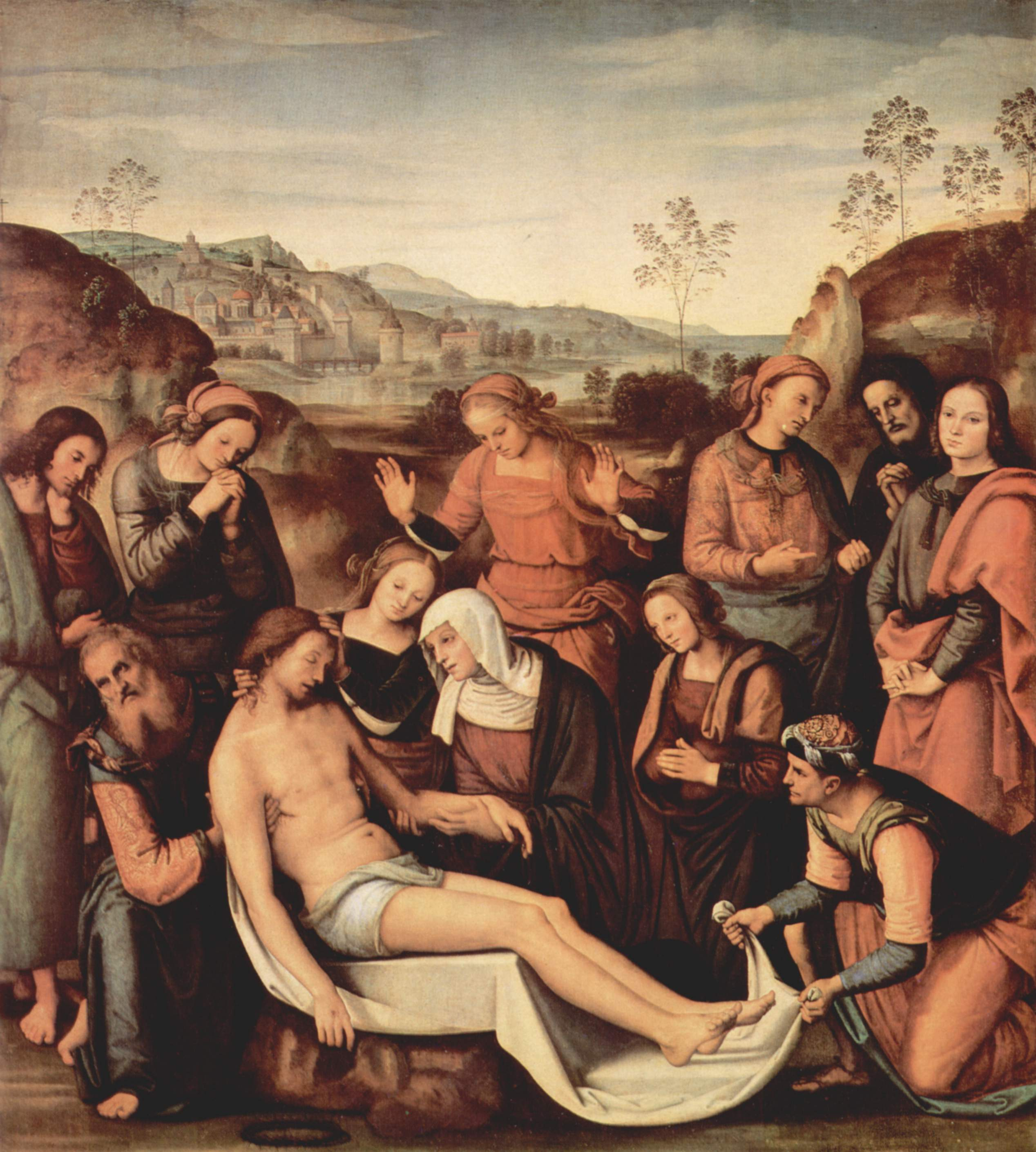
Оплакивание Христа (Положение во гроб). 1495. Палаццо Питти, Флоренция
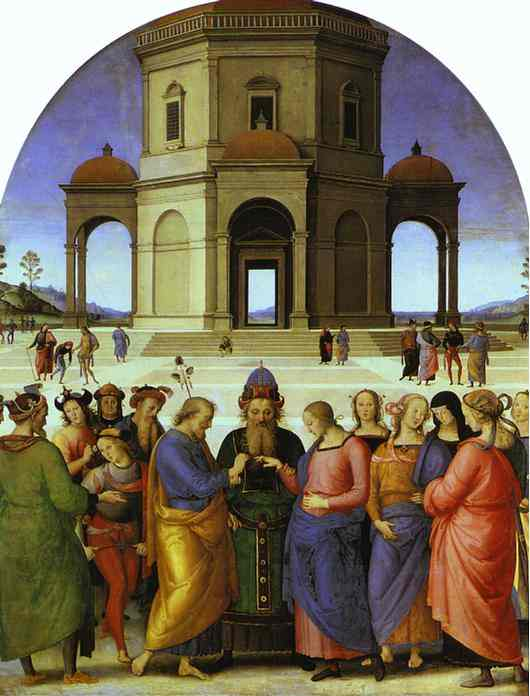
Обручение Марии. Ок. 1503. Дерево, масло. Музей изобразительных искусств, Кан (приписывается Ло Спанья ?)
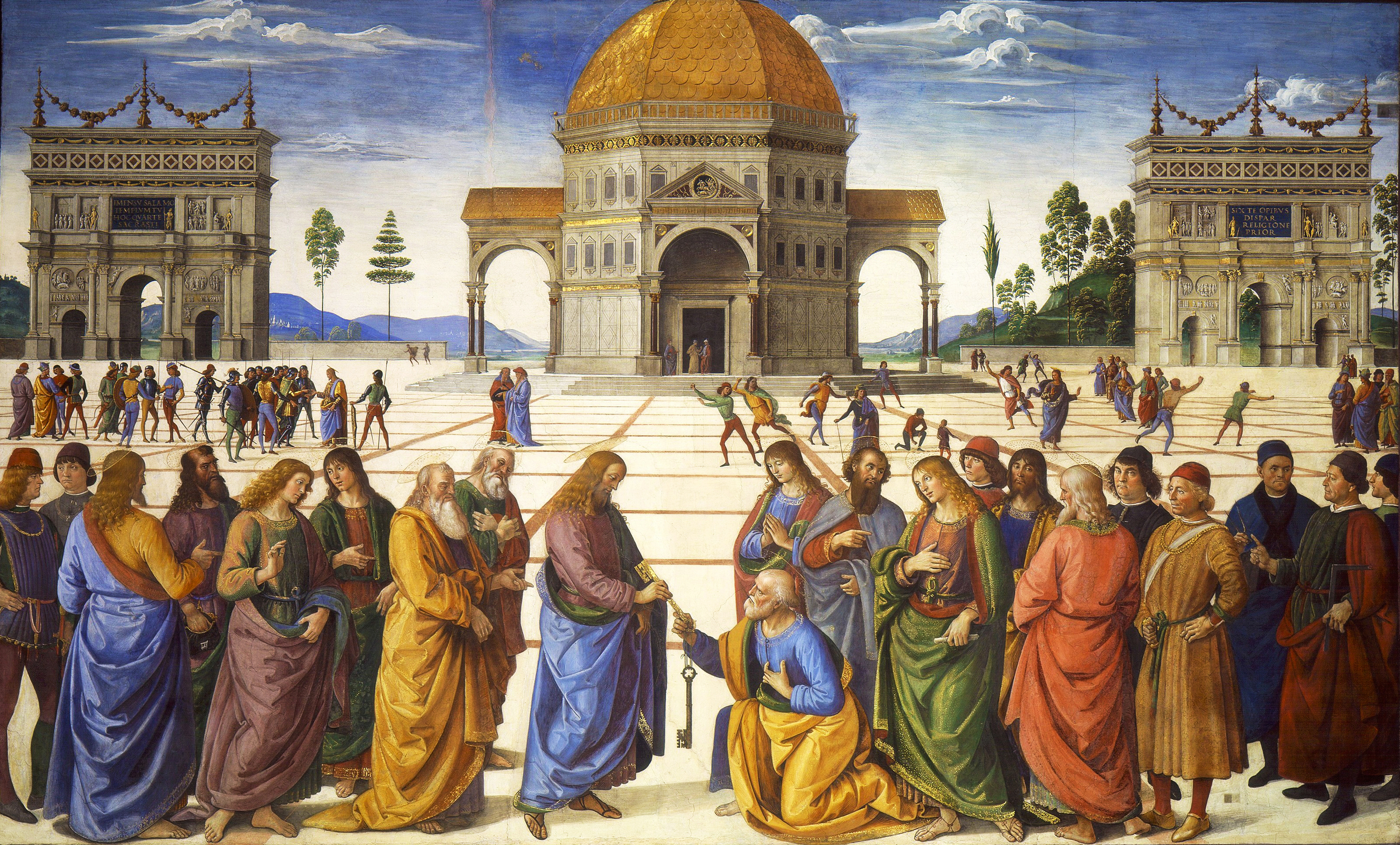
Вручение ключей апостолу Петру. 1480—1482. Фреска. Сикстинская капелла, Ватикан
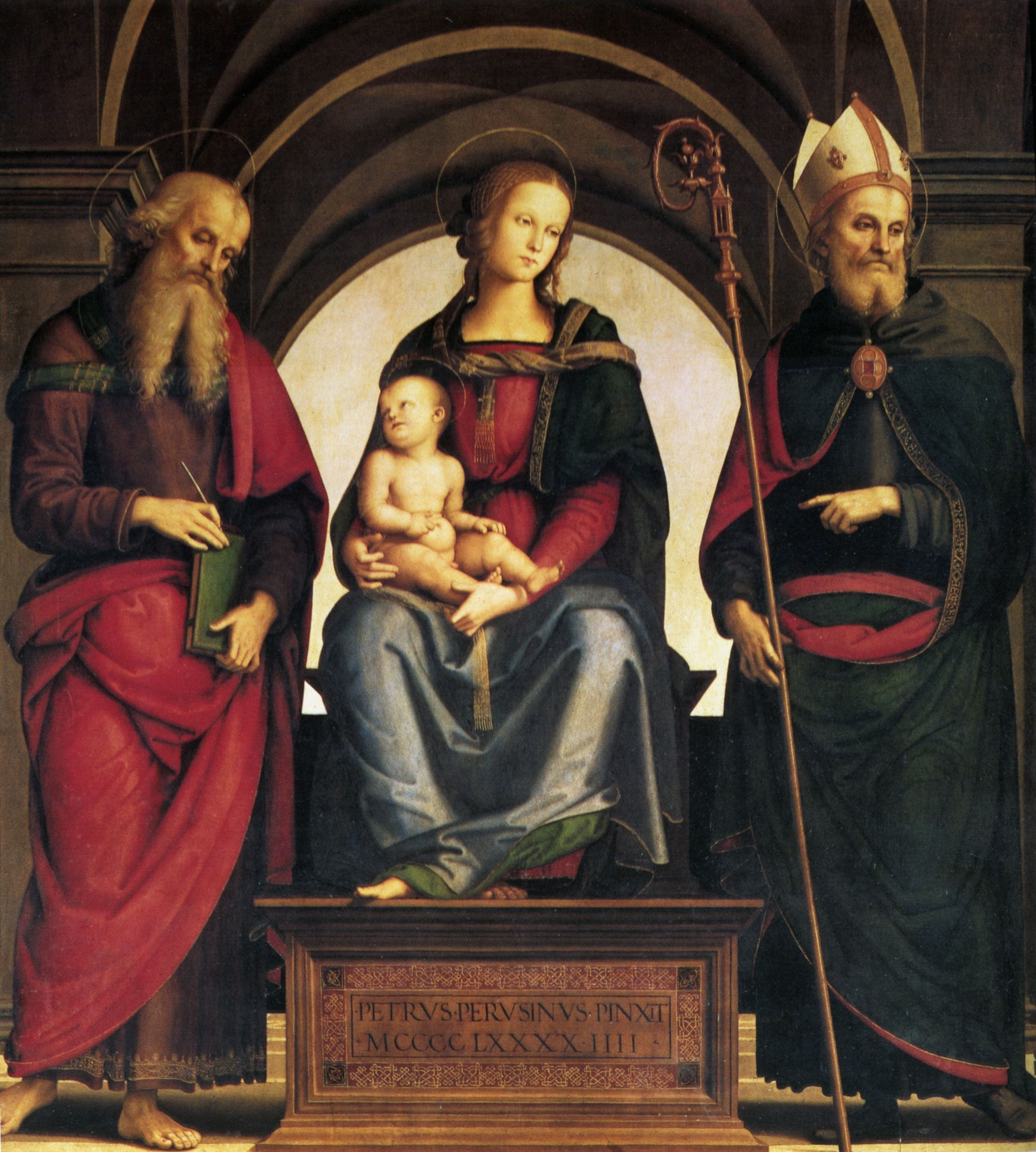
Мадонна на троне с Младенцем и святыми Иоанном Крестителем и Августином. 1494. Дерево, темпера. Церковь Сант-Агостино, Кремона
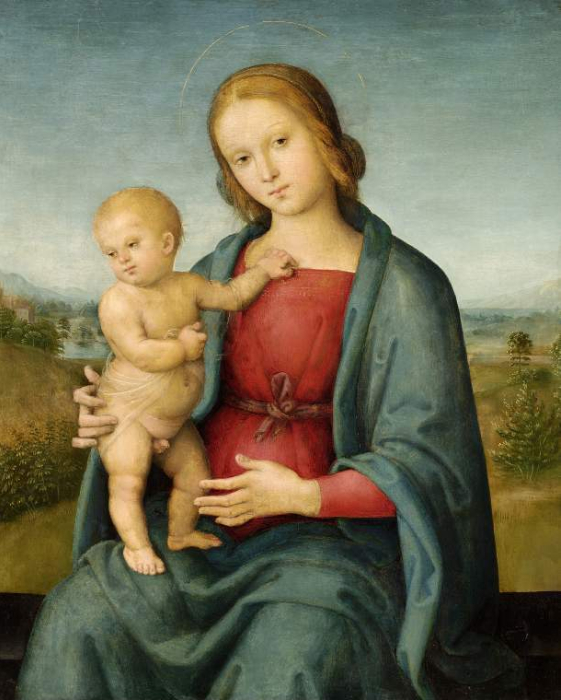
Мадонна с Младенцем. Дерево, масло. Музей Фицуильяма, Кембридж
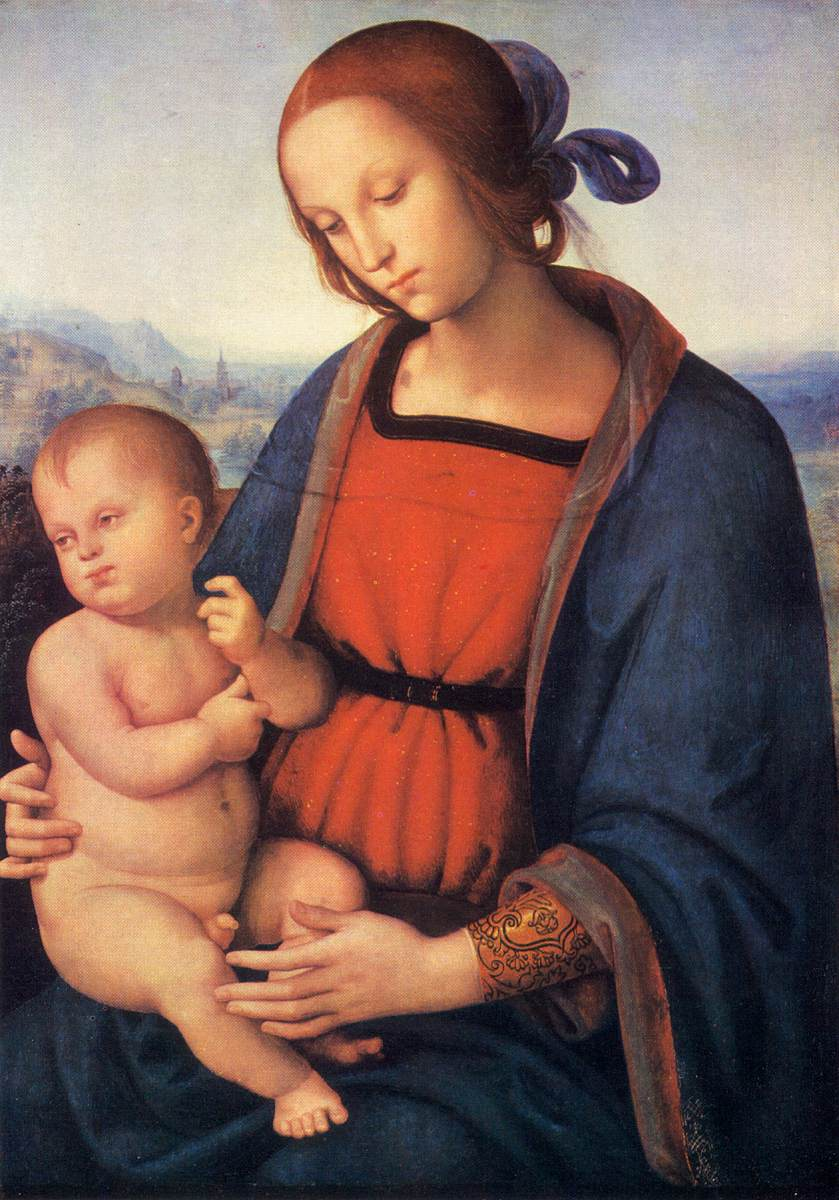
Мадонна с Младенцем. 1501. Дерево, масло. Национальная галерея искусства, Вашингтон
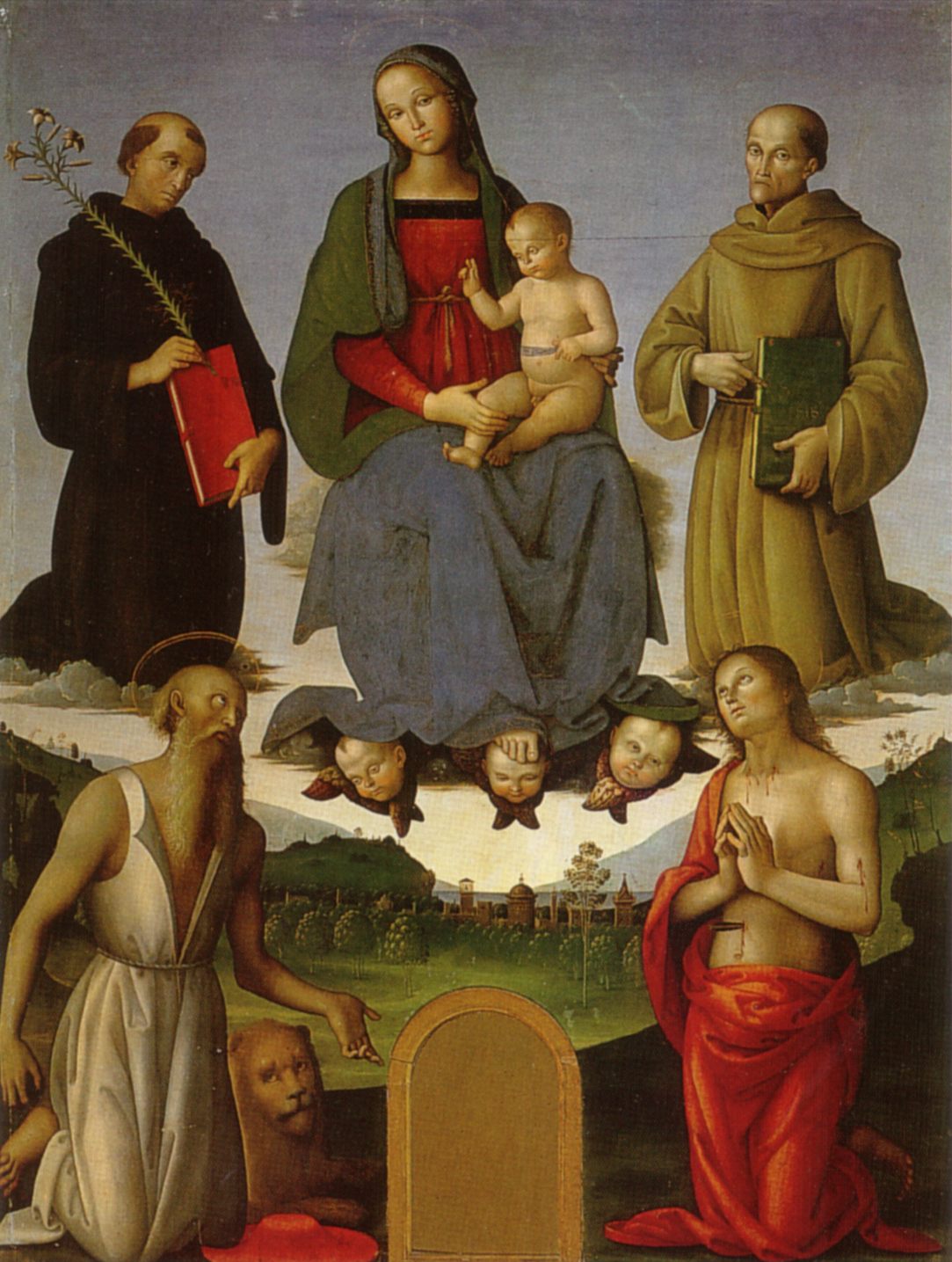
Алтарь Теци. Примерно 1500 год
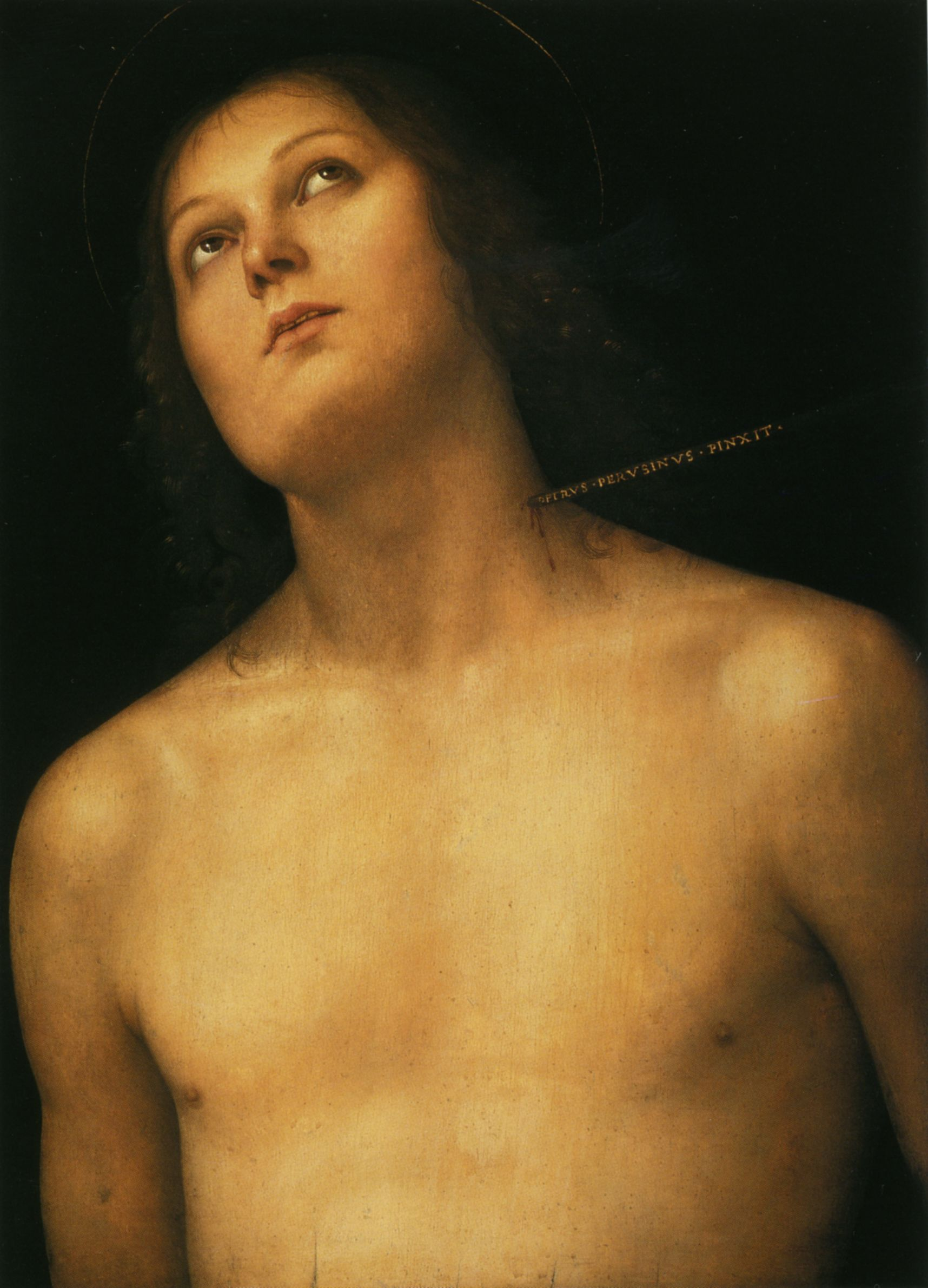
Святой Себастьян. 1493—1494. Дерево, темпера, масло. Государственный Эрмитаж, Санкт-Петербург
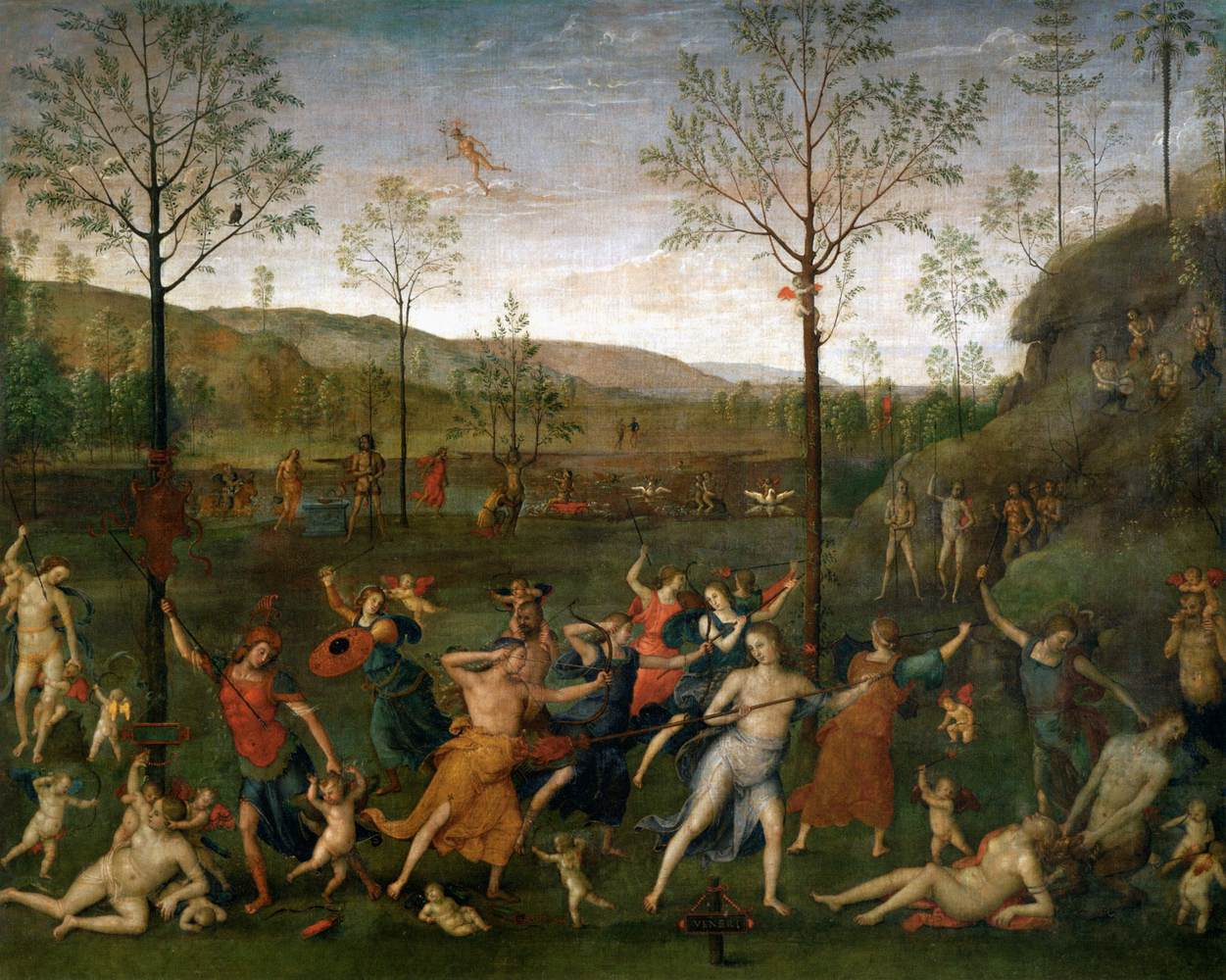
Битва Любви и Целомудрия. 1503—1505. Холст, масло. Лувр, Париж
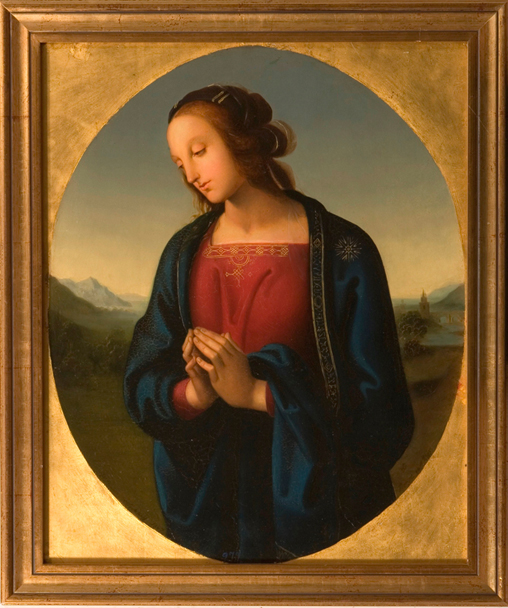
В. Д. Сверчков. Дева Мария. Фрагмент копии с картины П. Перуджино «Поклонение младенцу Христу». 1847. Дерево, масло. Палаццо Питти, Флоренция